# Produkthaftung (Deutschland)
Die Produkthaftung ist ein Teil des deutschen Deliktsrechts. Sie ist in den §§ 1 bis 19 des Produkthaftungsgesetzes (ProdHaftG) geregelt und von der verschuldensabhängigen „Produzentenhaftung“ nach § 823 BGB zu unterscheiden.
Die Produkthaftung setzt weder einen Vertrag zwischen dem Hersteller und dem Endverbraucher voraus, noch ist ein Verschulden für die Haftung des Herstellers erforderlich. Vielmehr soll der Endabnehmer vor bestimmten von einem fehlerhaften Produkt ausgehenden Gefahren, unabhängig von einem Verschulden des Herstellers geschützt werden, auch wenn sich diese erst nach Inverkehrbringen des Produkts gezeigt haben. Es handelt sich also um eine reine Gefährdungshaftung. Mangels Vertrags oder Kontakt zwischen Hersteller und Endabnehmer, der das Produkt in der Regel bei einem Zwischenhändler erworben hat, scheiden Ansprüche aus Gewährleistung, positiver Vertragsverletzung (pVV) und der culpa in contrahendo („cic“, Verschulden vor Vertragsabschluss) aus. Auch ein Vertrag zugunsten Dritter kommt regelmäßig nicht in Betracht, da der Endabnehmer dem Hersteller und den Zwischenhändlern noch nicht bekannt ist und daher in dem zwischen ihnen geschlossenen Vertrag nicht einbezogen ist.

## Geschichte
Schon Rechtsordnungen des Mittelalters verlangten für verschiedene Tätigkeiten und Produkte, angemessene Pflichten für Sorgfalt und das Inverkehrbringen zu beachten. Auf Basis des am 1. Januar 1900 in Kraft getretenen BGB wurde als eine der ersten Auslegungen durch das Reichsgericht in Leipzig 1903 die allgemeine Sorgfaltspflicht definiert. Sie ist eine Pflicht zum Handeln bzw. Unterlassen, zum Vermeiden, Verhindern oder Vermindern von abwendbaren Gefahren für den Benutzer oder Dritte und bildet die Grundlage für die späteren gesetzlichen Regelungen.

## Gesetzliche Regelung

### Weitere Gesetze
Weitere Tatbestände der Produkthaftung finden sich in Spezialgesetzen wie beispielsweise dem deutschen Arzneimittelgesetz oder dem Lebensmittelgesetz. Dort sind teils abweichende Regelungen zu Haftungsgrenzen und Produktbegriff niedergelegt.

## Die Haftungsvoraussetzungen

### Schutzgutverletzung
Zu den in § 1 Abs. 1 Satz 1 ProdHaftG genannten Schutzgütern gehören Leben, Körper, Gesundheit und andere Sachen als die fehlerhafte Sache (siehe Fehlproduktion). Die Schutzgüter des Lebens, des Körpers und der Gesundheit wurden in der EG-Richtlinie 85/374/EWG nicht näher definiert. Insoweit ist davon auszugehen, dass die Definition sich nach der Rechtsordnung des jeweiligen Mitgliedsstaates richtet. Da auch im ProdHaftG keine Definition enthalten ist, wird in den einschlägigen Kommentaren auf die Definition des § 823 Abs. 1 BGB verwiesen.
Die Haftung für die Beschädigung von Sachen ist im Produkthaftungsgesetz begrenzt auf andere Sachen als das fehlerhafte Produkt, welche zum privaten Ge- oder Verbrauch bestimmt waren und hierzu vom Geschädigten hauptsächlich verwendet wurden. Diese Formulierung schließt u. a. Schäden an Erzeugnissen im Rahmen einer geschäftlichen Tätigkeit aus.

### Vorliegen eines Produktes
Ein Produkt ist im § 2 ProdHaftG jede bewegliche Sache, auch wenn sie einen Teil einer anderen beweglichen Sache oder einer unbeweglichen Sache bildet und Elektrizität. Die ausdrückliche Erwähnung des elektrischen Stroms war notwendig, da dieser im deutschen Recht nicht als bewegliche Sache gilt.
Die Erwähnung einer „Sache, die Teil einer anderen beweglichen Sache ist“, erlaubt es, auch den Hersteller eines Einzelteils oder eines wesentlichen Bestandteils einer anderen Sache in Anspruch zu nehmen. Auch Software wird mittlerweile auch als Produkt verstanden, obwohl sie unkörperlich ist.

### Inverkehrbringen
§ 1 Abs. 2 Nr. 1 ProdHaftG schließt die Haftung des Produzenten für den Fall aus, dass er das Produkt nicht in den Verkehr gebracht hat. Inverkehrbringen ist jedes Überlassen an andere. Wurde das Produkt gestohlen, unterschlagen oder ging es beim Transport verloren und wurde von einem anderen gefunden, so kommt kein Inverkehrbringen in Betracht und eine Haftung nach ProdHaftG greift somit nicht. Wird das Produkt zum Zwecke der Erprobung oder Prüfung an andere übergeben, gilt es ebenfalls nicht als in Verkehr gebracht.

### Vorliegen eines Fehlers
Voraussetzung der Produkthaftung ist gemäß § 1 Abs. 1 S. 1 ProdHaftG ferner, dass ein Fehler der schadensursächlichen Sache vorlag. Ein Fehler liegt dann vor, wenn ein Produkt nicht die erforderliche Sicherheit bietet. Bei der Bewertung des erforderlichen Maßes an Sicherheit müssen besonders die Darbietung des Produkts, der zu erwartende Gebrauch und der Zeitpunkt des Inverkehrbringens beachtet werden. Der Fehler muss zum Zeitpunkt des Inverkehrbringens schon vorgelegen haben und darf nicht später durch übliche Abnutzung oder Einwirkung entstanden sein.

## Die Haftungsadressaten
Auch wenn in § 1 Abs. 1 Satz 1 ProdHaftG nur der Hersteller als Haftender genannt wird, ist eine Differenzierung notwendig, da verschiedene Arten des Herstellers unterschieden werden. Daneben müssen sich auch andere Personen in bestimmten Fällen wie oder als Hersteller einer Sache behandeln lassen.

### Der tatsächliche Hersteller
Der tatsächliche Hersteller ist die Person, die „eigenverantwortlich ein Produkt erzeugt oder gewonnen hat“ (Zitat nach Taschner/Frietsch, § 4, Rdn. 12). Dabei umfasst der Begriff des Herstellers den Hersteller des Endproduktes, Teilproduktes und Grundstoffes. Alle drei haften gegenüber dem Geschädigten gleichermaßen für einen auf ihre Person bezogenen Fehler des Produktes. Ausgeschlossen sind solche Personen, die ein Produkt lediglich auf Anweisung abpacken oder portionieren, dabei aber nicht in dessen Substanz eingreifen. Der Hersteller des Endproduktes haftet gegenüber dem Endkunden für alle Fehler des Produktes, auch wenn lediglich ein zugekauftes Teilprodukt fehlerhaft war.

### Der Quasi-Hersteller
Auch wer nicht der tatsächliche Hersteller eines Produktes ist, muss sich nach § 4 Abs. 1 Satz 2 ProdHaftG als solcher behandeln lassen, wenn er sich durch das Anbringen seines Namens, Marke oder anderen unterscheidungskräftigen Kennzeichens als Hersteller ausgibt. Dabei ist nicht unbedingt das An- oder Aufbringen eines Markennamens oder eines Markenzeichens auf dem Produkt notwendig. Es reicht durchaus, wenn dies auf der Verpackung oder einem Beipackzettel geschieht.

### Der Importeur
Auch der Importeur, der ein Produkt mit wirtschaftlichem Zweck aus einem Drittstaat in den Geltungsbereich des Abkommens über den Europäischen Wirtschaftsraum einführt, haftet gemäß § 4 Abs. 2 ProdHaftG wie ein Hersteller. Hintergrund ist, dass es unter dem Aspekt des Verbraucherschutzes dem Geschädigten nicht zuzumuten ist, seine Rechte in einem Drittstaat geltend machen zu müssen. Der Import muss im Rahmen der geschäftlichen Tätigkeit und zum Zweck des Vertriebs geschehen.

### Der Lieferant
Auch der Lieferant eines Produktes kann wie der Hersteller haften, wenn er seinen Lieferanten oder den Hersteller nicht benennen kann. Bei einem Import aus einem Drittstaat haftet der Lieferant auch dann, wenn er zwar den Hersteller benennen kann, aber nicht den Importeur. Die Haftung des Lieferanten ist als hilfsweise Lösung zu betrachten, die verhindern soll, dass die Haftung nach ProdHaftG durch Inverkehrbringen anonymer Produkte unterlaufen wird.

### Mehrere Haftende
Im Laufe der Produktionskette kann es dazu kommen, dass mehrere Personen ersatzpflichtig für einen Schaden sind. In diesem Fall haften sie nach § 5 Satz 1 ProdHaftG gegenüber dem Geschädigten als Gesamtschuldner. Falls der Schaden aber durch Instruktionsfehler (falsche Bedienungsanleitung) oder anderweitige Fehler (falscher Einbau) des Endhersteller entstanden ist, so muss nur dieser haften.

## Der Haftungsumfang
Der Umfang der Haftung nach ProdHaftG ist teilweise begrenzt.

### Haftung bei Sachschaden
Bei der Haftung für Sachschäden gilt gemäß § 11 ProdHaftG eine Selbstbeteiligung in Höhe von 500,00 €. Ansonsten ist die Haftung der Höhe nach unbegrenzt. Zu beachten ist nur die Einschränkung aus § 1 Abs. 1 Satz 2 ProdHaftG auf andere Sachen als die fehlerhafte Sache, die zum privaten Ge- oder Verbrauch bestimmt waren.

### Haftung bei Körper- und Gesundheitsschäden
Bei einem Gesundheitsschaden sind zunächst die Kosten einer Heilbehandlung zu ersetzen. Auch Erwerbsschäden können vom Geschädigten geltend gemacht werden. Der zu ersetzende Schaden bemisst sich nach dem jeweiligen Erwerbsausfall. Ebenfalls zu ersetzen sind die Kosten einer durch die Verletzung notwendig gewordenen Umschulung, soweit diese zur Abwendung des Verdienstausfalles objektiv sinnvoll ist sowie alle beruflichen Rehabilitationskosten.
Ebenso kann der Geschädigte die Kosten einer Vermehrung seiner Bedürfnisse aufgrund der Verletzung geltend machen. Dazu gehören beispielsweise Kosten für Diätverpflegung, Gehhilfen, Rollstühle oder häusliche Betreuung. Auch Ersatz immateriellen Schadens, also Schmerzensgeld, kann verlangt werden.

### Haftung bei Tötung
Wird der Geschädigte durch oder infolge des Schadens getötet, regelt § 7 ProdHaftG den Umfang der Haftung.

### Haftungshöchstbetrag
Durch § 10 Abs. 1 ProdHaftG wird ein Haftungshöchstbetrag von 85 Millionen Euro für Personenschäden festgesetzt. Dieser bezieht sich sowohl auf die Haftung gegenüber mehreren Geschädigten aus einem Schadensereignis, als auch für sogenannte „Serienschäden“. Bei Serienschäden handelt es sich um Schäden aller Personen aus einem Fehler einer Produktserie.

### Haftungsminderung
Die Haftung für einen Schaden kann bei einem Mitverschulden des Geschädigten nach § 6 Abs. 1 ProdHaftG gemindert werden. Es gelten die allgemeinen Regeln zum Mitverschulden gem. § 254 BGB mit einigen Besonderheiten.

### Die Verjährung der Ansprüche
Die Ansprüche des Geschädigten verjähren nach § 12 Abs. 1 ProdHaftG drei Jahre nachdem der Geschädigte von dem Schaden und der Person des Ersatzpflichtigen Kenntnis erlangt hat oder Kenntnis hätte erlangen müssen.
Gehemmt wird die Verjährung gemäß § 12 Abs. 2 ProdHaftG durch Verhandlungen zwischen den Parteien. Im Übrigen verweist das Gesetz in § 12 Abs. 3 auf die Vorschriften des BGB, insb. §§ 195, 198 (195: regelmäßige Verjährungsfrist beträgt 3 Jahre; 198: Verjährung bei Rechtsnachfolge).
Sind allerdings seit dem Inverkehrbringen des Produkts mehr als zehn Jahre vergangen, können gem. §13 Abs. 1 ProdHaftG keine Ansprüche mehr geltend gemacht werden; es sei denn, es ist ein Rechtsstreit oder Mahnverfahren bereits anhängig.